# Vladimir Horowitz

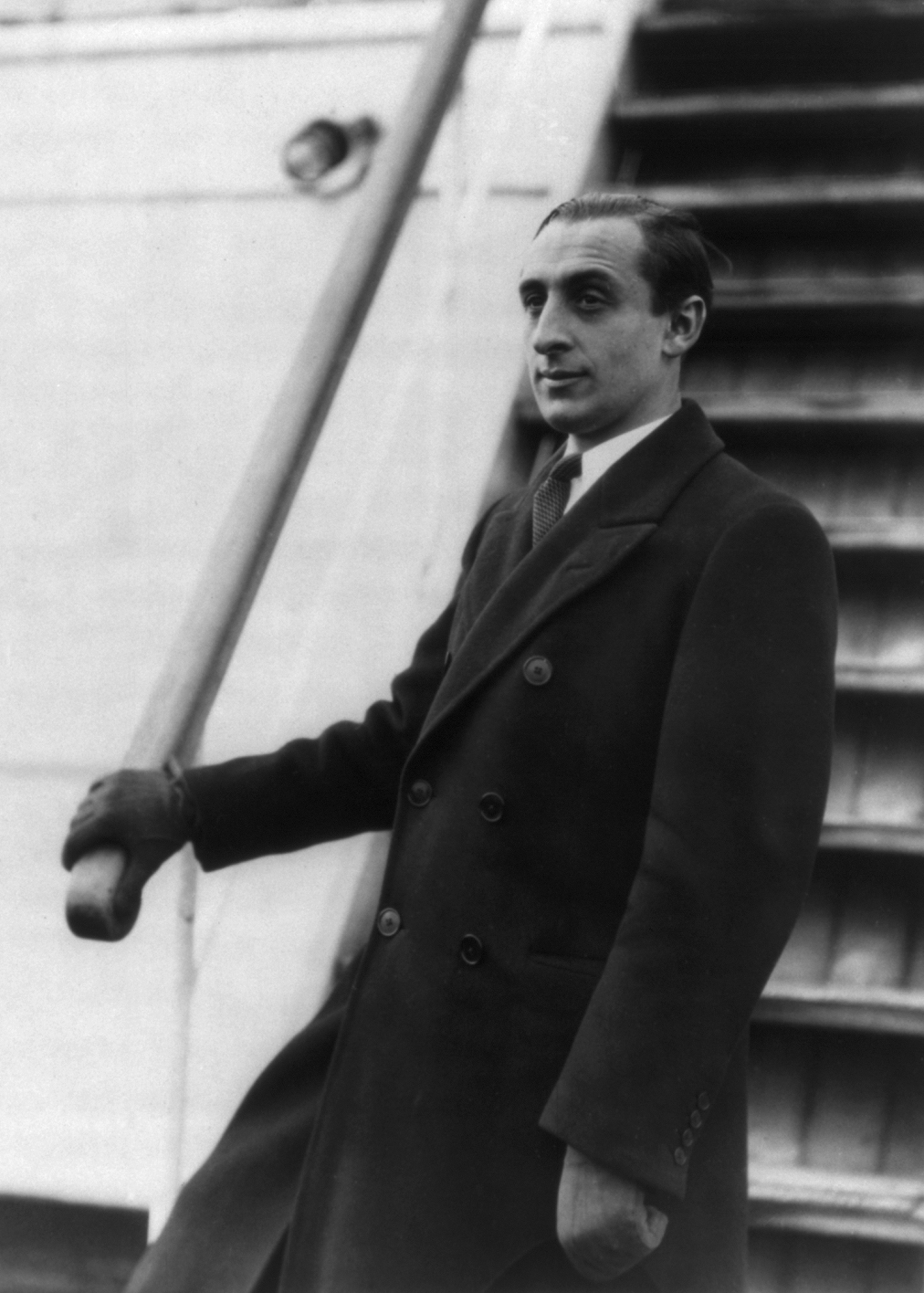
Vladimir Horowitz

Vladimir Horowitz (născut Vladimir Samoilowitsch Gorowitz; ucraineană: Володимир Самійлович Горовиць; rusă Владимир Самойлович Горовиц); 1 octombrie 1903 (sau 1904) în Berdicev, Ucraina; d. 5 noiembrie 1989 în New York) a fost un pianist evreu american născut în Ucraina. Virtuoz al pianului, Horowitz s-a remarcat prin tehnica și capacitatea sa extraordinară de interpretare a pieselor clasice. Este considerat unul dintre cei mai mari pianiști ai secolului XX.

## Viață personală
În ciuda căsătoriei sale cu Wanda Toscanini, fiica dirijorului Arturo Toscanini, au existat zvonuri persistente cum că Horowitz ar fi fost homosexual. Arthur Rubinstein a confirmat despre Horowitz că "Toată lumea știa și-l accepta ca homosexual"